# Svartträsket (Djurö socken, Uppland, 657736-166861)
Svartträsket är en sjö i Värmdö kommun i Uppland och ingår i Norrström-Tyresåns kustområde.